# Lequio Tanaro
Lequio Tanaro é uma comuna italiana da região do Piemonte, província de Cuneo, com cerca de 683 habitantes. Estende-se por uma área de 12 km², tendo uma densidade populacional de 57 hab/km². Faz fronteira com Bene Vagienna, Dogliani, Farigliano, Monchiero, Narzole, Novello, Piozzo.

## Demografia
| Variação demográfica do município entre 1861 e 2011                               |
|                                                                                   |
| Fonte: Istituto Nazionale di Statistica (ISTAT) - Elaboração gráfica da Wikipedia |